# Samy Sana
Samy Sana (né à Paris le 10 décembre 1988) est un boxeur thaï franco-algérien, pensionnaire du Phénix Muay Thaï Paris et combattant professionnel au ONE Championship.  
Il est Champion du Monde WBC des super-middleweight, Champion du Monde ISKA (K1) des 72,5 kg, Champion du Monde A1 des 70 kg et multiple Champion de France des 71 kg. 
Samy Sana est élu meilleur combattant français de Muay Thaï de l'année 2014, 2015 et 2016 par MuayThaï TV.

## Biographie
Samy Sana est né le 10 décembre 1988 dans le 12e arrondissement de Paris, dans une fratrie de 5 frères et sœurs, ses parents sont d'origine algérienne (Bejaïa et Oran). 
Samy Sana a découvert la boxe thaïlandaise à l'âge de 13 ans en suivant un de ses amis dans la salle de boxe de Gabriel Lamy. Deux ans plus tard, il fait ses premiers pas en tant que compétiteur et dispute son premier combat dont il sort vainqueur par KO au premier round. Sa carrière est lancée. Il rejoint ensuite le Phénix Muay Thaï (dirigé par Brice Hoarau), où il est entrainé par Alassane Gaye et Bernard Defretin. Il enchaîne alors les victoires et remporte de nombreux titres nationaux et internationaux.
Le 17 mai 2019, Samy Sana écrit l'histoire en devenant le premier combattant français à vaincre Yodsanklai Fairtex, mettant fin à une série de 32 victoires consécutives de la superstar thaïlandaise,,. 
Avec ces performances, Samy SANA est promu dans le TOP 5 dans les disciplines Muay Thai et Kickboxing aux côtés de Superbon Banchamek (en), Jo Nattawut (en), Tayfun Özcan (en), Giorgio Petrosyan et Phetmorakot Petchyindee Academy (en).
Le 3 octobre 2020, Samy Sana organise son premier événement de boxe thaïlandaise, S47S, au cœur de Paris. Un événement lors duquel il s'attache à mettre en lumière les valeurs de son sport et les jeunes talents français,. 
La même année, il lance sa marque de vêtement sous le même nom S47S.

## Style de boxe
Son style est souvent comparé à son prédécesseur Farid Villaume, et est considéré comme le nouveau fer de lance du Phénix Muay Thaï. Sa boxe est qualifiée d'esthétique et variée. 
Il développe un style de boxe très agressif et n'hésite pas à aller au contact de ses adversaires.

## Titres
- 2018 Champion Tournament Nuit des Titans - Tours France
- 2017 Champion du Monde ISKA (K1) - Oktagon Bellator - Florence Italia
- 2016 Best of Siam Rajadamnern Stadium - WBC World Muay Thai Championship 168lbs
- 2013 Champion Tournoi Wicked One Tournament -71 kg[14].
- 2013 Champion du Monde A1 Muay Thaï Middleweight[15]
- 2013 Demi-finaliste du Thaï Fight catégorie -70 kg. Défaite aux points face à Yodsanklai Fairtex[16]
- 2013 Demi-finaliste tournoi Glory catégorie -70 kg
- 2012 Champion de France de Muay Thaï -71 kg
- 2011 Champion de France de Muay Thaï -71 kg

## Palmarès
- Victoire
- Défaite
- Nul/Pas de confrontation
- Notes

| 03-10-2020                                             | Victoire  | Martin Meoni                  | S47S                                                           | Paris, France                     | Decision (Unanime)    | 3 | 3:00 |
|                                                        |           |                               |                                                                |                                   |                       |   |      |
| 13-10-2019                                             | Défaite   | Giorgio Petrosyan             | ONE Championship: Century                                      | Tokyo, Japon                      | Decision (Unanime)    | 3 | 3:00 |
| Kickboxing Featherweight Grand-Prix Finale.            |           |                               |                                                                |                                   |                       |   |      |
| 16-08-2019                                             | Victoire  | Dzhabar Askerov               | ONE Championship: Dreams of Gold                               | Bangkok, Thaïlande                | Décision (majorité)   | 3 | 3:00 |
| Kickboxing Featherweight Grand-Prix Demi-Finale.       |           |                               |                                                                |                                   |                       |   |      |
| 17-05-2019                                             | Victoire  | Yodsanklai Fairtex            | ONE Championship: Enter the Dragon                             | Kallang, Singapour                | Decision (Unanime)    | 3 | 3:00 |
| Kickboxing Featherweight Grand-Prix Quart de Finale.   |           |                               |                                                                |                                   |                       |   |      |
| 16-02-2019                                             | Défaite   | Jo Nattawut                   | ONE Championship: Clash of Legends                             | Bangkok, Thaïlande                | Décision (unanime)    | 3 | 3:00 |
| 23-11-2018                                             | Victoire  | Armen Petrosyan               | ONE Championship: Conquest of Champions                        | Manille, Philippines              | Décision (unanime)    | 3 | 3:00 |
| 29-06-2018                                             | Défaite   | Sorgraw Petchyindee           | ONE Championship: Spirit of a Warrior                          | Rangoun, Birmanie                 | Décision (unanime)    | 3 | 3:00 |
| 17-03-2018                                             | Victoire  | Zakaria Laaouatni             | La Nuit Des Titans                                             | Tours, France                     | Décision              | 3 | 3:00 |
| Wins La Nuit Des Titans - 72.5 kg Tournoi.             |           |                               |                                                                |                                   |                       |   |      |
| 17-03-2018                                             | Victoire  | Kevin Renahy                  | La Nuit Des Titans                                             | Tours, France                     | Décision              | 3 | 3:00 |
| La Nuit Des Titans - 72.5 kg Tournoi Demi-Finale.      |           |                               |                                                                |                                   |                       |   |      |
| 24-04-2018                                             | Victoire  | Rashid Salikhov               | ACB KB 13: From Paris with war                                 | Paris, France                     | Décision (Unanime)    | 3 | 3:00 |
| 09-12-2017                                             | Victoire  | Fernando Calzetta             | Oktagon Bellator                                               | Florence, Italie                  | Décision              | 3 | 3:00 |
| Wins the ISKA World Muay Thai Championship (-72.5 kg). |           |                               |                                                                |                                   |                       |   |      |
| 28-10-2017                                             | Victoire  | Alka Matewa                   | Duel 2                                                         | Paris, France                     | Décision              | 3 | 3:00 |
| 29-07-2017                                             | Victoire  | Saro Presti                   | Le Choc Des Gladiateurs                                        | Lavandou, France                  | Décision (unanime)    | 3 | 3:00 |
| 25-02-2017                                             | Victoire  | Ramon Kubler                  | Ilyrian Fight Night II                                         | Winterthour, Suisse               | TKO (Stop du Docteur) | 2 | 3:00 |
| 27-05-2016                                             | Victoire  | Eakchanachai Kaewsamrit       | Best of Siam Rajadamnern                                       | Bangkok, Thaïlande                | KO (Poing)            | 3 | 2:15 |
| Wins the W.B.C. World Muay Thai Championship (-75 kg). |           |                               |                                                                |                                   |                       |   |      |
| 25-10-2015                                             | Match nul | Nontachai Sitsae              | Max Muay Thai Pattaya – 73 kg                                  | Pattaya, Thaïlande                | Décision              | 3 | 3:00 |
| 19-06-2015                                             | Victoire  | Raphaël Llodra                | Best of Siam 6                                                 | Paris, France                     | Decision              | 5 | 3:00 |
| 31-01-2015                                             | Défaite   | Diesellek TopkingBoxing       | Emperor Chok Dee                                               | Nancy, France                     | Décision              | 5 | 3:00 |
| 15-11-2014                                             | Défaite   | Thongchai Sitsongpeenong      | 2014 TopKing World Series 2                                    | Saint-Quentin-en-Yvelines, France | Décision              | 3 | 3:00 |
| 23-10-2014                                             | Défaite   | Yohan Lidon                   | 2014 A1 WCC -75 kg/165 lb K1 rules                             | Lyon, France                      | Décision              | 3 | 3:00 |
| 16-08-2014                                             | Défaite   | Sudsakorn Sor Klinmee         | 2014 Thai Fight -72.5 kg/154 lb Kard Chuek Fight               | Nakan Sawan                       | Décision              | 3 | 3:00 |
| 26-07-2014                                             | Défaite   | Walid Haddad                  | Le Choc des Gladiateurs XIII                                   | France                            | Décision              | 3 | 3:00 |
| 14-06-2014                                             | Victoire  | Yodpayak kaoklai gym          | Best Of Siam 5                                                 | Paris, France                     | Décision              | 5 | 3:00 |
| 17-05-2014                                             | Victoire  | Ibrahima Njie Jarra           | Impact Fight Night -72.5 kg/154 lb                             | Bordeaux, France                  | Décision              | 3 | 3:00 |
| 08-03-2014                                             | Victoire  | Armin Pumpanmuang Windy Sport | Le Choc des Légendes                                           | Saint-Ouen, France                | KO                    | 5 | 3:00 |
| 15-02-2014                                             | Victoire  | Youssef Sid                   | Wicked One Tournament -70 kg/154 lb Tournament, Finals         | Paris, France                     | Décision              | 5 | 3:00 |
| 30-11-2013                                             | Défaite   | Yodsanklai Fairtex            | 2013 Thai Fight -70 kg/154 lb Tournament, Semi-Finals          | Bangkok                           | Decision              | 3 | 3:00 |
| 15-11-2013                                             | Victoire  | Wannamoon Nuttapong           | Muay Thai League Paris Carpentier                              | Paris, France                     | KO                    | 5 | 3:00 |
| 23-10-2013                                             | Victoire  | Chike Lindsay                 | 2013 Thai Fight -70 kg/154 lb Tournament, Quarter Finals       | Bangkok                           | Décision              | 3 | 3:00 |
| 04-10-2013                                             | Victoire  | Tass Tsiritas                 | A1 World Middleweight Title                                    | Springvale, Australie             | KO                    | 5 | 3:00 |
| 16-06-2013                                             | Victoire  | Kevin Renahy                  | Wicked One Tournament -70 kg/154 lb Tournament, Semi Finals    | Paris, France                     | Décision              | 3 | 3:00 |
| 16-06-2013                                             | Victoire  | Guimba Coulibaly              | Wicked One Tournament -70 kg/154 lb Tournament, Quarter Finals | Paris, France                     | KO                    | 3 | 3:00 |
| 04-05-2013                                             | Victoire  | Elias Achergui                | La Nuit des Combattants 3                                      | Persan, France                    | KO                    | 5 | 3:00 |
| 30-03-2013                                             | Victoire  | Sébastien Billard             | Gala Méru                                                      | Méru, France                      | KO                    | 5 | 3:00 |
| 09-03-2013                                             | Match nul | Moussa Dembélé                | Pantin Muay Thaï 2                                             | Pantin, France                    | Décision              | 5 | 3:00 |
| 15-02-2013                                             | Victoire  | Farid El Bannoudi             | Show Thaï 6                                                    | Aubervilliers, France             | Décision              | 5 | 3:00 |
| 15-12-2012                                             | Victoire  | Michal Krcmar                 | Vecer Bojovniku Thajskeho Boxu 4                               | Prague, République tchèque        | Décision              | 5 | 3:00 |
| 20-10-2012                                             | Défaite   | Karim Bezzouh                 | Golden Fight                                                   | La Courneuve, France              | Décision              | 5 | 3:00 |
| 06-10-2012                                             | Défaite   | Jan Mazur                     | Noc Bojov 3                                                    | Orava, Slovaquie                  | Décision              | 3 | 3:00 |
| 22-09-2012                                             | Victoire  | Uno Karaoglan                 | Superpro Fight Night 4                                         | Bâle, Suisse                      | Décision              | 3 | 3:00 |
| 22-09-2012                                             | Victoire  | Claudio Baressi               | Superpro Fight Night 4                                         | Bâle, Suisse                      | Décision              | 3 | 3:00 |
| 03-03-2012                                             | Victoire  | Kevin Martens                 | Shock Muay Thaï 4                                              | Saint-Denis, France               | Décision              | 5 | 3:00 |
| 07-05-2011                                             | Victoire  | Amine Bouhannani              | Thai Max 2                                                     | Palavas-les-Flots, France         | KO                    | 5 | 3:00 |
| 26-02-2011                                             | Victoire  | Anthony Valle                 | Thai Max                                                       | Palavas-les-Flots, France         | KO                    | 5 | 3:00 |